# كارل روبرت (سياسي)
كارل روبرت (بالإنجليزية: Carl Lauri)‏ هو سياسي أمريكي، ولد في 16 يناير 1924 في سوبريور في الولايات المتحدة، وتوفي في 28 ديسمبر 1990 في دين في الولايات المتحدة. حزبياً، نشط في الحزب الديمقراطي. وقد انتخب عضو مجلس ولاية ويسكونسن.